# Ferrari 225 S
Ferrari 225 S – samochód wyścigowy z początku lat pięćdzięsiątych XX wieku. Jest to powiększona wersja Ferrari 195 S produkowana w 1952 roku, jako prekursor nowej gamy modeli serii 250. Wyprodukowano nie więcej niż 9 egzemplarzy, w tym jedno w zamkniętym nadwoziu zaprojektowanym przez Vignale. Model 225 S to pierwszy samochód marki Ferrari testowany na torze Imola.

## Dane techniczne
Ogólne
- Lata produkcji: 1952
- Cena w chwili rozpoczęcia produkcji (1952): nigdy nie było w sprzedaży

Napęd
- Typ silnika: V12, dwa zawory na cylinder
- Pojemność: 2715 cm³
- Moc maksymalna: 213 KM (157 kW) przy 7200 obr./min
- Skrzynia biegów: 5-biegowa manualna
- Napęd: tylna oś

## Udział w wyścigach
Ferrari 225 S debiutowało w wyścigu Giro di Sicilia w 1952 roku.
Siedem samochodów 225 S wzięło udział w wyścigu Mille Miglia, ale wszystkie były zdominowane przez Ferrari 250 S wyposażone w silnik o większej mocy. 

## Ferrari 250 S
Ferrari 250 S to pierwszy samochód Ferrari z serii 250. Auto wyposażone było w 3 litrowy silnik V12 Colombo o mocy 230 KM współpracujący z 5-stopniową manualną skrzynią biegów. Zasilanie stanowiły 3 gaźniki Weber 36DCF. Prawdopodobnie wyprodukowano przynajmniej jeden model przeznaczony do użytku na drogach publicznych.

## Udział w wyścigach
Ferrari 250 S w roku 1952 podczas wyścigu Mille Miglia, toczyło widowiskowy pojedynek z prototypem o nazwie Mercedes 300 SL prowadzonym przez Rudolfa Caracciola, Hermanna Langa i Karla Klinga. Za sterami Ferrari zasiadali Giovanni Bracco i Alfonso Rolfo, ich 230 hp (171 kW) Ferrari było zbyt wolne i na długich prostych zostawało daleko za autem Mercedesa. Świetnie spisywało się natomiast w ostrych zakrętach i na podjazdach pod wzniesienia, czym niwelowało przewagę do Mercedesa i ostatecznie to kierowcy Ferrari cieszyli się zwycięstwem. To samo auto zostało następnie wystawione do słynnego 24 Hours of Le Mans i Carrera Panamericana.

## Wartość obecna
Cena za model 225 S waha się w przedziale 1 000 000 - 1 500 000  €.